# Jenner (hora)
Jenner je 1874 metrů vysoký vrchol Berchtesgadenských Alp. Nachází se na jihovýchodě Bavorska v národním parku Berchtesgaden u obce Schönau am Königssee. Patří do masivu Göllgruppe. Z Jenneru je pěkný výhled na třetí nejvyšší německý vrchol Watzmann a na jezero Königssee, ležící o 1271 výškových metrů níže.

## Lanovka

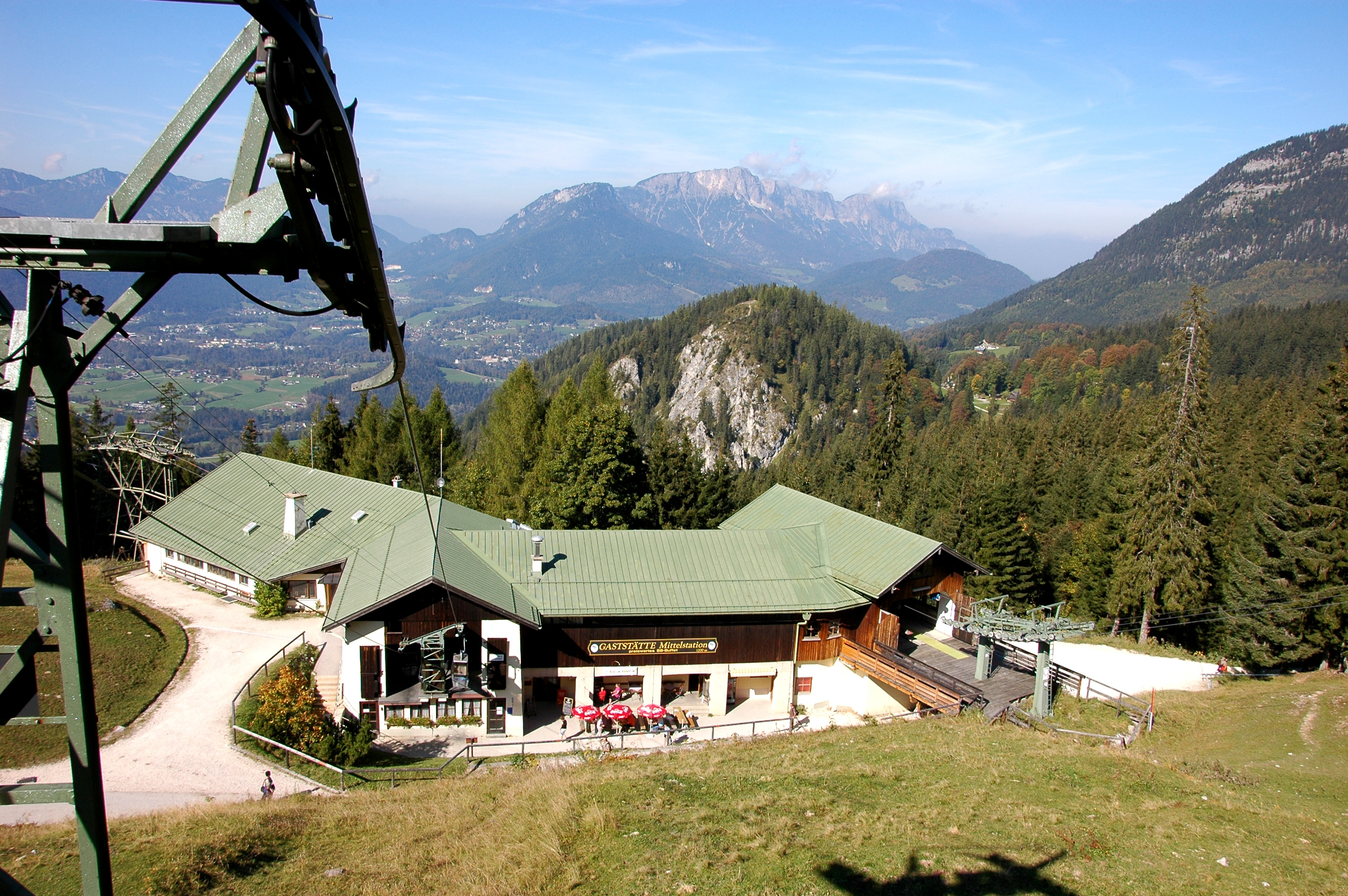
Mezistanice lanovky Jennerbahn

Je to jedna z mála hor v regionu, na kterou vede v letech 1952–1953 vybudovaná lanovka (Jennerbahn). Lanovka přepraví turisty a lyžaře za 20 minut přes mezistanici ve výšce 1185 metrů do horní stanice ve výšce 1800 metrů. Odtud vede dvacetiminutová cesta na vrchol s dobrým výhledem.